# Церковь иконы Божией Матери «Всех Скорбящих Радость» (Тимонино)
Церковь иконы Божией Матери «Всех Скорбящих Радость» (Скорбященская церковь в Тимонине) — православный храм в городе Лосино-Петровском Московской области.

## История
Каменная церковь иконы Божией Матери «Всех Скорбящих Радости» была построена в селе Тимонино (ныне в черте города Лосино-Петровский) по прошению и на средства владелицы имения «Никольское-Тимонино» Дарьи Александровны Валуевой в 1819—1822 годах в память и в честь победы России над Наполеоном в Отечественной войне 1812 года (была она летней, без отопления). Рядом находилась деревянная Никольская церковь, построенная князем князем Михаилом Андреевичем Волконским в 1689 году. Церкви стояли в одной ограде, вокруг них располагалось кладбище.
Здание Скорбященского храма в стиле ампир было увенчано невысокой купольной ротондой с главкой, с трех сторон окруженный портиками дорического ордера. Рядом находилась двухъярусная отдельно стоящая колокольня, которая до настоящего времени не сохранилась. Купол и своды храма были переложены в 1845 году.

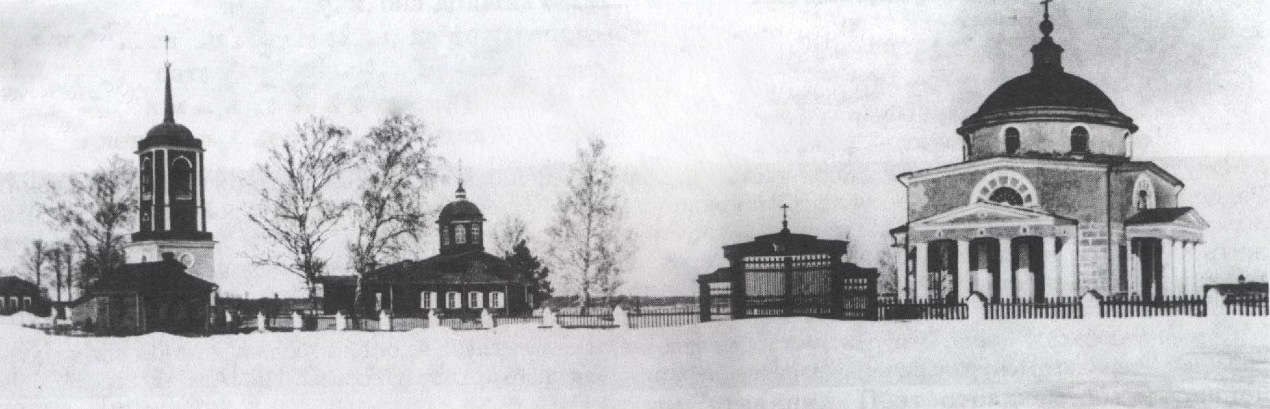
Никольская и Скорбященская церкви в Тимонине до Великой Отечественной войны

После Октябрьской революции, во времена советской власти, деревянная Никольская церковь была разобрана вместе с колокольней Скорбященского храма, кладбище уничтожено. В каменной церкви иконы «Всех Скорбящих Радость» было проведено паровое отопление, и до 1962 года в ней проходили богослужения. Затем церковь была закрыта и использовалась как склад, спортзал и сарай для скота.
В 1992 году храм был передан на баланс Никольской церкви города Лосино-Петровский. Началось восстановление здание церкви, с 1999 года здесь создан собственный приход и проводятся регулярные богослужения. В 2001 году рядом с храмом была построена часовня в честь великомученицы Варвары, которая служит колокольней.
Храм является объектом культурного наследия регионального значения (ранее — памятником истории и культуры местного значения, Постановление СМ РСФСР от 30.08.1960 г. № 1327, Приложение № 2).